# Кашине Поци (Бреша)
Кашине Поци је насеље у Италији у округу Бреша, региону Ломбардија.
Према процени из 2011. у насељу је живело 31 становника. Насеље се налази на надморској висини од 166 м.